# タウンホテル
株式会社タウンホテルは、東京都千代田区に本社を置くホテル運営会社。タイムシェアーに特化したホテルで1時間の利用から24時間の利用までを受け付けている。 宿泊だけではなく、昼間のデイユースの客層を取り込み、ホテルを効率的に稼働させる事を得意とするホテルチェーン。

## 店舗
東京都
- 浅草タウンホテル24
- 大塚タウンホテル24
- 東京ツーリストイン
- ホテルツーリストイン上野御徒町

神奈川県
- 横浜タウンホテル24
- 横浜桜木町タウンホテル24

富山県
- 富山タウンホテル24

広島県
- 広島タウンホテル24

京都府
- 京都街宿四条烏丸
- 京都街宿五条大橋